# Oenothera
Oenothera (L., 1753) è un genere di piante appartenente alla famiglia delle Onagraceae, originario delle Americhe, che conta circa 125 specie, annuali, biennali o perenni.

## Etimologia
Secondo alcuni, Linneo ha scelto il nome del genere riferendosi alla parola greca oenos (vino), perché la radice veniva usata come additivo nella preparazione di alcuni vini.

### Descrizione

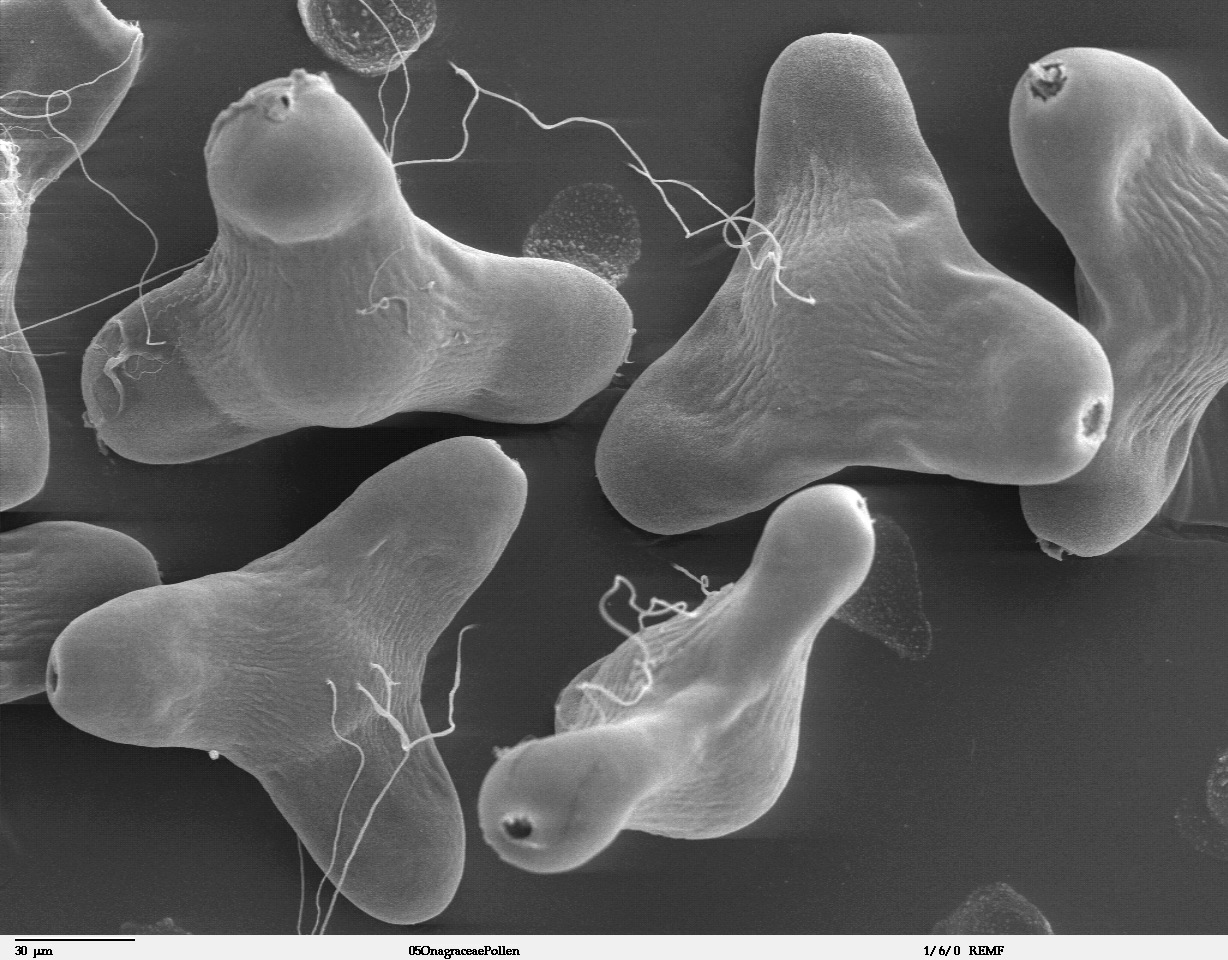
Polline di Oenothera fruticosa al microscopio

La dimensione delle specie, che possono essere sia annuali che biennali o perenni, varia da piccole piante alpine alte 10 cm (es. O. acaulis del Cile), a specie di pianura alte 3m (es. O. stubbei). Le specie qui incluse sono dotate di robusti rizomi, che formano dense coperture vegetative. 
Le foglie giovani sono disposte a rosetta, e si dispongono a spirale fino ad arrivare alle estremità fiorite; le foglie sono dentate o lobate (pinnate). 
I fiori si aprono alla sera, da cui il nome inglese "evening primrose" (primula della sera) e sono per lo più gialli, ma possono essere anche bianchi, viola, rosa o rossi, a quattro petali. Una delle caratteristiche più notevoli della specie è lo stimma a quattro rami, per formare una X.
I frutti secchi indeiscenti contengono dei semi di colore bruno-rossastro, e si riproducono sia tramite semi che incrementando il numero dei rizomi.

## Distribuzione e habitat
In genere Oenothera, pur essendo originario delle Americhe, si è diffuso anche in Africa ed Eurasia.
Le piante appartenenti a questo genere di solito prediligono un habitat caldo e terreni drenati.

## Tassonomia
Descritto per la prima volta nel 1753 da Linneo nel suo Species Plantarum come composto da sole 3 specie attualmente all'interno del genere Oenothera ne sono incluse 155.
Convenzionalmente questo genere è suddiviso in 18 sezioni, alcune delle quali suddivise a loro volta in sottosezioni. Tale complessità nella classificazione scaturisce dai vari generi che sono stati qui inclusi nel corso del tempo; tra i quali si ricorda il più recente, Gaura, con uno studio pubblicato nel 2007.
Le specie incluse in questo genere sono quindi così ripartite:
Sezione Anogra
Sezione Calylophus
- Sottosezione Calylophus
- Sottosezione Salpingia

Sezione Contortae
Sezione Eremia
Sezione Gaura
- Sottosezione Campogaura
- Sottosezione Gaura
- Sottosezione Gauridium
- Sottosezione Schizocarya
- Sottosezione Stenosiphon
- Sottosezione Stipogaura
- Sottosezione Xenogaura
- Sottosezione Xerogaura

Sezione Gauropsis
Sezione Hartmannia
Sezione Kleinia
Sezione Kneiffia
Sezione Lavauxia
- Sottosezione Australis
- Sottosezione Lavauxia

Sezione Leucocoryne
Sezione Megapterium
Sezione Oenothera
- Sottosezione Candela
- Sottosezione Emersonia
- Sottosezione Munzia
- Sottosezione Nutantigemma
- Sottosezione Oenothera
- Sottosezione Raimannia

Sezione Pachylophus
Sezione Paradoxus
Sezione Peniophyllum
Sezione Ravenia
Sezione Xanthocoryne

### Uso terapeutico
Dai semi dell'enotera si estrae un olio ricco di acidi grassi essenziali omega-6, utilizzato nel trattamento della sindrome premestruale e contro la pelle secca e l'eczema, ma l'efficacia è controversa.

## Controindicazioni
L’olio di enotera è stato precedentemente collegato ad una maggiore frequenza di convulsioni in alcune persone; è pertanto indicata cautela negli epilettici e in altre persone vulnerabili a questo tipo di crisi.
L'olio di enotera non è tossico, ma le persone con malattie mentali inclini a episodi di mania dovrebbero evitare l'olio di enotera poiché può aggravare la condizione.
L'olio di enotera a volte può causare leggera nausea, mal di stomaco o mal di testa, nonché feci molli. Ciò può essere facilmente evitato consumando questo olio nel mezzo di un pasto.
Per le donne incinte o durante l'allattamento è meglio consultare un medico.

### Storia
Le prime piante ad arrivare in Europa giunsero a Padova dalla Virginia nel 1614 e vennero descritte dal botanico inglese John Goodyear nel 1621.
Lo studio delle specie di questo genere in rapporto alle variazioni genetiche ha appassionato botanici per buona parte del XX secolo, a partire dalle osservazioni del botanico olandese Hugo de Vries.